# Цабадзе, Василий Захарович
Василий Захарович Цабадзе (груз. ვასილ (ვასო) ზაქარიას ძე ცაბაძე, 1870, Сацихури, Шида-Картли — 30 августа 1924, Тифлис) — грузинский политик, член Учредительного собрания Грузии (1919—1921). 

## Биография

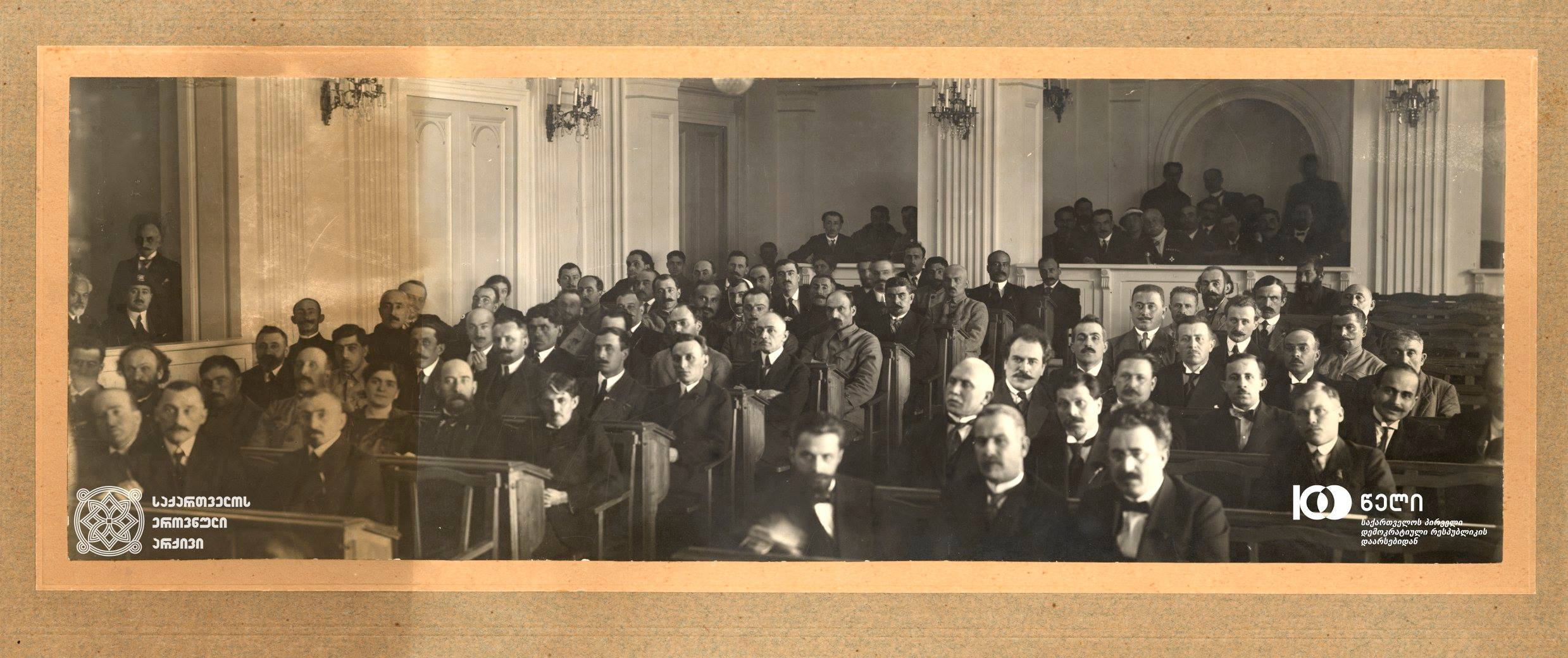
Учредительное собрание Грузии. Цабадзе, правая сторона

Родился в крестьянской семье. Учился в Тифлисской гражданской школе, во время учёбы увлёкся идеологией народничества. В 1891 году через Эгната Ниношвили познакомился с лидерами «Третьей группы». В 1893—1894 годах начал свою писательскую деятельность. В 1894 году присоединился к подпольной группе социал-демократических рабочих в Тифлисе во главе со Станиславом Ренигером, Фёдором Афанасьевым, Михаилом Климиашвили и Коки; С помощью бывших народников в Тифлисе они создали нелегальную библиотеку для рабочих и пропагандировали марксизм; В том же году Васо Цабадзе выступил инициатором создания первого социал-демократического кружка рабочих в главной мастерской Закавказской железной дороги. В 1896 году Васо Цабадзе начал работать бухгалтером в Главном цехе Закавказской железной дороги. В 1898 году избран членом Первого комитета Российской социал-демократической рабочей партии в Тифлисе. Был арестован 22 апреля 1901 года и отправлен в ссылку из Тифлиса в Гори. Через год, 16 февраля 1902 года, снова арестован и около года провёл в тюрьме. В 1903 году сослан в Восточную Сибирь. Вернулся в Тифлис в августе 1905 года и стал активно участвовать в революционном движении; С того же года состоял в меньшевистской фракции. Будучи членом Тифлисского комитета и председателем сельской комиссии, он возглавлял формирование социал-демократических организаций среди крестьян в восточной Грузии. Член Общества распространения грамотности среди грузин
С 1907 года участвовал в расследовании убийства Ильи Чавчавадзе, а в 1920-х годах хранил важные документы, имеющие отношение к делу об убийстве.
В 1907 году сослан в Вологодскую губернию и вернулся в Грузию только после Февральской революции 1917 года.
26 мая 1918 года подписал Декларацию независимости Грузии.
12 марта 1919 года избран членом Учредительного собрания Грузии по списку Социал-демократической партии Грузии; был членом аграрной комиссии, комиссии по снабжению и самоуправлению.
В 1921 году, после советизации Грузии, остался в стране.
Сразу после антисоветского восстания 28 августа 1924 года был арестован Грузинской ЧК в Тифлисе и расстрелян вместе с другими политическими заключенными и гражданскими лицами (в том числе ещё 10-ю членами Учредительного собрания) в ночь на 30 августа.
Несколько лет спустя вдова Василия Цабадзе покончила с собой из-за преследований и чрезвычайных трудностей.